# Henryk Sapko
Henryk Sapko (ur. 4 stycznia 1952) – polski lekkoatleta, średniodystansowiec, medalista halowych mistrzostw Europy.
Zdobył srebrny medal w sztafecie 4 × 4 okrążenia (która biegła w składzie: Krzysztof Linkowski, Lesław Zając, Czesław Jursza i Sapko) na halowych mistrzostwach Europy w 1973 w Rotterdamie.
Był wicemistrzem Polski w biegu na 1500 metrów w 1972 oraz wicemistrzem halowych mistrzostw Polski w 1973 i brązowym medalistą w 1974 na tym dystansie. W 1973 wystąpił w biegu na 1500 metrów w meczu z reprezentacją Francji (zajął 2. miejsce).
Rekordy życiowe Sapki:
| Konkurencja         | Data i miejsce             | Wynik   |
| ------------------- | -------------------------- | ------- |
| bieg na 800 metrów  | 23 września 1973, Warszawa | 1:48,3  |
| bieg na 1000 metrów | 19 sierpnia 1973, Warszawa | 2:21,0  |
| bieg na 1500 metrów | 22 września 1973, Warszawa | 3:40,38 |
| bieg na 3000 metrów | 4 sierpnia 1977, Warszawa  | 8:12,7  |